# 0,70 franc Marianne du Bicentenaire
Le timbre de 0,70 franc marron au type Marianne du Bicentenaire est un timbre d'usage courant émis en août 1993 uniquement au sein de carnets de timbres autocollants. Cette valeur faciale est peu commune en France à l'époque.
À cette date, La Poste émit un carnet vendu 20 francs adapté aux distributeurs de carnets de la société suédoise Sterner, dont la particularité est de n'accepter qu'un seul type de pièce (10 francs) et de ne pas rendre la monnaie. Pour assurer la promotion de ces machines réclamant moins d'entretien que celles rendant la monnaie, ce carnet comprend pour 20,30 francs de timbres.
Le carnet est composé de 7 timbres à la valeur faciale de 2,80 francs (lettres de moins de 20 grammes) et d'un timbre à 0,70 franc. 3,50 francs correspondaient alors à l'affranchissement d'une lettre non urgente de 20 à 50 grammes. Il était également possible de conserver quatre timbres à 70 centimes et de constituer ainsi l'affranchissement d'une lettre normale.
Ce timbre est assez rare car le carnet a été tiré à 15 millions d'exemplaires entre 1993 et le 17 mars 1996, date du changement de tarif suivant. Pour les philatélistes, il présente des particularités intéressantes, mais problématiques à cause de sa rareté. Il existe sous deux formes : autocollant à prédécoupage rectiligne, puis à prédécoupage ondulé sur les côtés à partir de 1994. Sa position dans le carnet permet de constituer des paires de deux timbres différents se-tenant.